# Dicranomyia (Dicranomyia) mistura
Dicranomyia (Dicranomyia) mistura is een tweevleugelige uit de familie steltmuggen (Limoniidae). De soort komt voor in het Neotropisch gebied.